# La Sarraz
La Sarraz es una comuna suiza del cantón de Vaud, situada en el distrito de Morges.

## Geografía
La Sarraz se sitúa a unos 22 km al noroeste de Lausana. El río Venoge atraviesa la comuna de oeste a este.

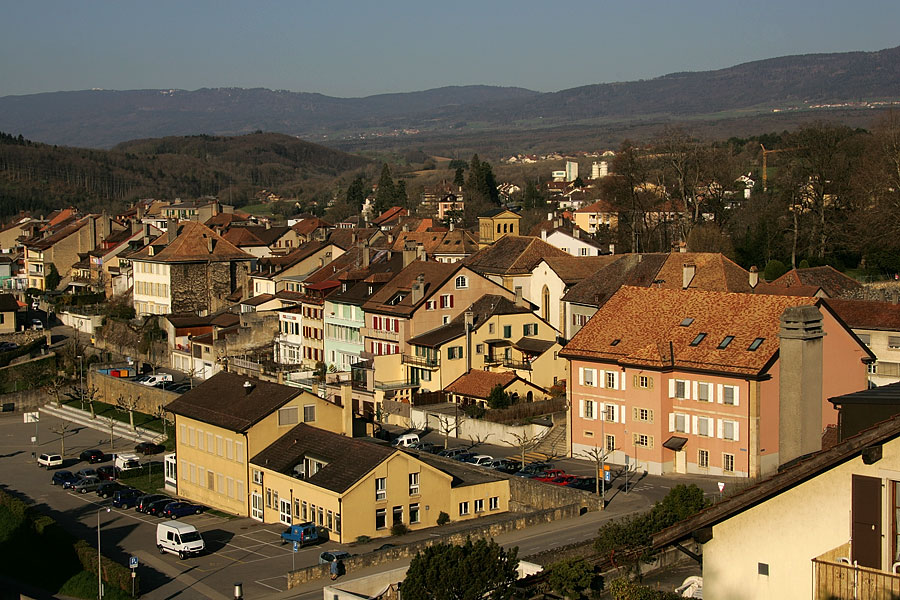
Perspectiva de La Sarraz

## Transportes
Ferrocarril
La Sarraz cuenta con estación de ferrocarril dentro de la línea entre Vallorbe y Lausana. La localidad es atravesada por la carretera nº 9 que une Vallorbe con Lausana y de ella parten carreteras comarcales que la comunican con comunas vecinas.
Para el transporte en autobús, la población es atendida por la empresa pública Car Postal que da servicio con autobuses regulares y minibuses bajo pedido.

## Historia
El pueblo surgió en la Edad Media alrededor de una puesto fortificado que controlaba una ruta que se dirigía a Francia atravesando el macizo del Jura. Estuvo dirigido por la familia noble Grandson quienes crearon el señorío de La Sarraz.

## Monumentos

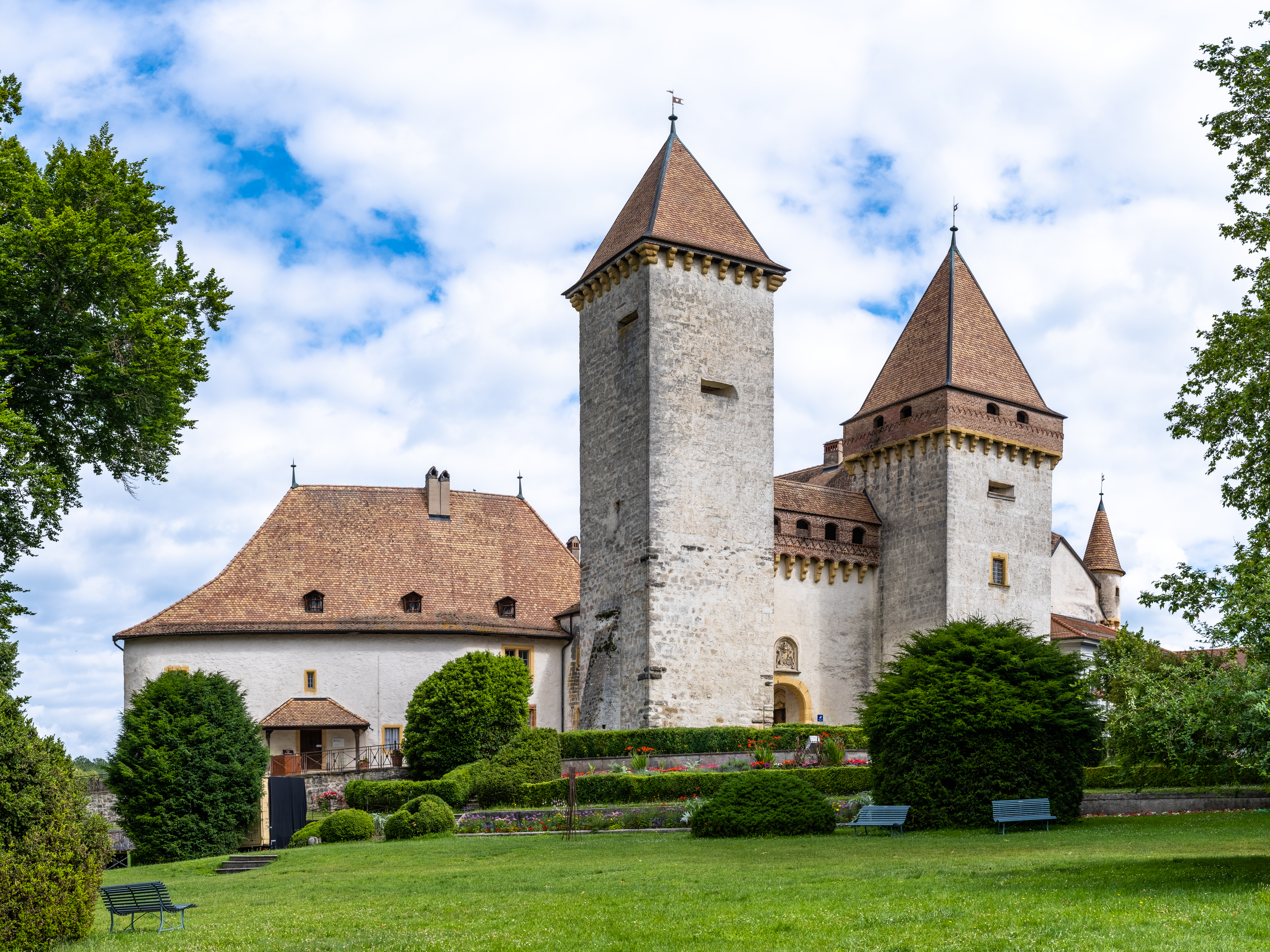
Château de La Sarraz

La villa cuenta con varios monumentos catalogados como bienes culturales de importancia nacional por el gobierno suizo:
Château de La Sarraz: Construido por la familia Sarraz en el siglo XI, fue la sede de su señorío durante varios siglos. Actualmente es un museo donde se exhibe diverso equipamiento como muebles y cuadros acumulado por los sucesivos propietarios. En una granja del siglo XVIII anexa al château está instalado el Museo Suizo del Caballo que fue premiado en 1986 con el Premio internacional al museo del año patrocinado por el Consejo de Europa.
Chapelle de Saint-Antoine: Templo construido en el siglo XIV a instancia de la familia Sarraz quienes en 1897 lo donaron a la comuna. Está dedicado a San Antonio de Padua y es atendido por la  Iglesia Evangélica Reformada del cantón de Vaud.